# Contro l'ora di matematica
Contro l'ora di matematica (A Mathematician's Lament, traduzione letterale Lamento di un matematico) è un saggio scritto in forma di pamphlet, pubblicato in lingua originale nel 2009, in cui l'autore, Paul Lockhart, insegnante liceale di matematica negli Stati Uniti d'America, polemizza in modo aspro sui difetti dei metodi correnti con cui viene proposta la matematica agli studenti dei cicli primari e secondari.
Il titolo originale riecheggia il celebre Apologia di un matematico del matematico G. H. Hardy.
Il saggio/pamphlet è stato tradotto in italiano nel 2010, per i tipi di Rizzoli, con il sottotitolo Un manifesto per la liberazione di professori e studenti.

## Contenuti
Il saggio si occupa di didattica della matematica proponendo una critica radicale dei sistemi di insegnamento abitualmente in vigore nella scuola dell'obbligo del suo paese. Il suo autore, Paul Lockhart, è un professore di matematica con un retroterra di ricerca universitaria che, dopo aver inizialmente sperimentato l'insegnamento accademico, ha scoperto una nuova vocazione, scegliendo di dedicarsi all'insegnamento secondario nella Saint Ann's School di Brooklyn, New York. A giudizio di Lockhart, gli approcci didattici riservati agli studenti offuscano la bellezza creativa del pensiero matematico e cancellano completamente il fascino della scoperta, trasformando una materia affascinante in una serie noiosissima di argomenti, formule, procedure.

## Storia
Il saggio, nella sua forma iniziale, consisteva di 25 cartelle, scritte nel 2002 senza l'intento di destinarle alla pubblicazione. Il dattiloscritto aveva tuttavia conosciuto una circolazione informale e discontinua in alcuni ambienti matematici. Verso la fine del 2007, una persona che aveva assistito a una conferenza di Keith Devlin, matematico dell'Università di Princeton, decise di consegnargliene una copia con l'invito a leggerla. Devlin ne rimase così colpito da decidere immediatamente di rintracciarne l'autore, cosa che gli riuscì con una certa difficoltà, stante la mancanza di indicazioni sul dattiloscritto: ottenuto il consenso dell'autore per un'ampia diffusione, Devlin dedicò allo scritto l'intero numero del mese di marzo 2008 del Devlin's Angle, la rubrica da lui tenuta per la Mathematical Association of America. Devlin, preparato a una reazione forte, rimase tuttavia sbalordito dall'enorme interesse suscitato e dal numero di lettere ricevute, incluse numerose richieste di pubblicazione del saggio. A questo vasto movimento d'opinione dedicò una seconda puntata della sua rubrica nel mese di maggio 2008. Fu così che maturò l'idea della pubblicazione, realizzatasi l'anno successivo, nel 2009.

## Edizioni
- Paul Lockhart, Contro l'ora di matematica. Un manifesto per la liberazione di professori e studenti (tit orig. A Mathematician's Lament, 2009), con prefazione di Keith Devlin, Rizzoli, pp. 119, 2010 ISBN 978-88-17-03840-9